# Het Zipan-project
Het Zipan-project is het 72ste stripverhaal van De Kiekeboes. De reeks wordt getekend door striptekenaar Merho. Het album verscheen in april 1997.

## Verhaal
De stad wordt geteisterd door autodiefstallen op klaarlichte dag. Ook de auto van Firmin Van De Kasseien, een peperdure witte Lexus, moet eraan geloven: wanneer Marcel Kiekeboe voor een onderhoudsbeurt naar de garage moet met de Lexus, ziet hij aan de kant van de weg een dame staan met autopech. Maar het blijkt een list: Kiekeboe wordt van achteren neergeslagen en ze rijden met de gloednieuwe wagen weg. Wanneer Kiekeboe het slechte nieuws wil gaan melden aan Van de Kasseien, wijst deze hem er op dat de wagen voor de deur staat. En warempel: de Lexus staan blinkend voor de deur van het bedrijf.
Ondertussen heeft Fanny een bijverdienste in een wasstraat gevonden. Echter, vijf keer per dag laat een jongeman, een zekere Al, zijn auto wassen. Hij probeert Fanny te versieren, maar zij heeft er niet veel zin in. Wanneer Fanny op een namiddag alleen is in de wasstraat, komt er een oldtimer (een Traction Avant) aangereden, maar zonder chauffeur!
Ondertussen gaat Kiekeboe samen met Fernand Goegebuer naar een automarkt in de stad, waar hij toevallig de dame ziet, van een dag geleden. Hij achtervolgt haar, maar twee mannen wachten hem op en nemen hem mee. Ook de vrouw zit mee in het complot. Ze rijden naar het bos, waar Kiekeboe ernstig wordt afgetuigd.
Fanny is op stap naar haar werk, terwijl de Traction Avant langs de weg komt rijden en naast haar stopt. Het portier slaat open en Fanny, nieuwsgierig als ze is, stapt in. De auto rijdt haar naar de woning van Al, die haar staat op te wachten. Hij toont haar dat de Traction Avant een project, het Zipan-project, van zijn vader is: de auto is bedoeld als een taxi zonder chauffeur, want dat is veel veiliger. De auto wordt door camera's in de gaten gehouden en bestuurt met de stem.
Konstantinopel en zijn vader gaan op zoek naar een plaats waar ze een nieuwe auto kunnen kopen. Goegebuer heeft hen het adres van een autohandel gegeven, maar dat blijkt net de plaats te zijn, waar die overvallers hun hoofdkwartier hebben. Hij wordt gevangengenomen, terwijl Konstantinopel kan ontsnappen. Kiekeboe wordt opgesloten in een oude bestelwagen, die ze in een autopers laten zakken. De vrouw die de kraan bestuurt, wordt echter aangevallen door Konstantinopel. Hij schakelt haar uit, maar dan blijkt dat de afstandsbediening geblokkeerd zit. De bestelwagen wordt samengeperst tot een klomp oud ijzer ... met Kiekeboe er in.
Maar Kiekeboe is kunnen ontsnappen nog voor de bestelwagen werd samengeperst. De wagen was zo roestig, dat hij met één trap de bodem had ingedrukt, zodat hij kon ontkomen. De bende wordt uiteindelijk ingerekend bij de politie.